# Norfolcioconcha iota
Norfolcioconcha iota är en snäckart som beskrevs av Preston 1913. Norfolcioconcha iota ingår i släktet Norfolcioconcha och familjen Charopidae. Inga underarter finns listade i Catalogue of Life.